# Prezidentské primárky Demokratické strany USA 2020
Primární volby Demokratické strany před volbou prezidenta Spojených států amerických 3. listopadu 2020 mají za cíl vybrat přibližně 3979 delegátů, kteří na stranickém národním shromáždění v srpnu 2020 v Milwaukee ve Wisconsinu vyberou stranickou dvojici kandidátů na místa prezidenta a viceprezidenta Spojených států amerických. Volby probíhají od února do srpna 2020 ve všech 50 státech, ve Washingtonu, D.C., dalších pěti teritoriích a mezi registrovanými příznivci strany v zahraničí.
Kromě zmíněných přibližně delegátů se bude národního shromáždění Demokratické strany účastnit rovněž 771 takzvaných superdelegátů, jejichž význam je oproti předchozím primárkám oslaben. Fakticky začnou do hlasování zasahovat, až pokud by v prvním kole nebyl zvolen žádný kandidát.
Nadpoloviční většinu hlasů získal Joe Biden, který se tím stal kandidátem demokratické strany v listopadových volbách proti stávajícímu prezidentu Donaldu Trumpovi. Dne 18. srpna 2020 byl oficiálně potvrzen po hlasování, v němž získal 3 564 hlasů delegátů. Pro Bernieho Sanderse hlasovalo 1 142 delegátů.
V předchozích primárkách v roce 2016 strana vyslala do volby Hillary Clintonovou a Tima Kaina, kteří ovšem s Donaldem Trumpem a Mikem Pencem prohráli.

## Kandidatury

### Aktivní
- Joe Biden, 47. viceprezident Spojených států amerických, 25. dubna 2019; prozatím 2671 hlasů[2] (k nominaci bylo třeba 1991 hlasů)

### Stažené během primárek
- Bernie Sanders, senátor Senátu spojených států amerických za Vermont, 19. února 2019 - 8. dubna 2020 (dosáhl 1073 hlasů[2])[pozn 1]

- Tulsi Gabbardová, poslankyně Sněmovny reprezentantů za Havaj, 11. ledna 2019[3] - 19. března 2020 (dosáhla 2 hlasů[2])
- Elizabeth Warrenová, senátorka Senátu spojených států amerických za Massachusetts, 9. února 2019[4] - 5. března 2020 (dosáhla 63 hlasů[2])
- Michael Bloomberg, bývalý starosta New Yorku, 24. listopadu 2019[5] - 4. března 2020 (dosáhl 59 hlasů[2])
- Amy Klobucharová, senátorka Senátu spojených států amerických za Minnesotu, 10. února 2019 - 2. března 2020 (dosáhla 7 hlasů[2])
- Pete Buttigieg, starosta South Bend v Indianě, 14. dubna 2019[6] - 1. března 2020 (dosáhl 21 hlasů[2])
- Tom Steyer, miliardář a filantrop, 9. července 2019[7] - 29. února 2020
- Deval Patrick, bývalý guvernér státu Massachusetts, 14. listopadu 2019[8] - 12. února 2020
- Michael Bennet, senátor Senátu spojených států amerických za Colorado, 2. května 2019 - 11. února 2020
- Andrew Yang, zakladatel Venture for America, 6. listopadu 2017[9] - 11. února 2020

### Stažené před začátkem hlasování
- Richard Ojeda, senátor senátu Západní Virginie stáhl svou kandidaturu 25. ledna 2019[10]
- Jay Inslee, guvernér státu Washington, bývalý šéf Asociace demokratických guvernérů oznámil kandidaturu 1. března 2019[11], stáhl kandidaturu 21. srpna téhož roku kvůli nízkým číslům v průzkumech a oznámil záměr ucházet se o třetí volební období jako guvernér[12]
- Kirsten Gillibrandová, senátorka Senátu spojených států amerických za New York oznámila svou kandidaturu v březnu 2019, po neúspěších ve volebních průzkumech v prvních měsících kampaně kandidaturu stáhla 29. srpna 2019[13]
- Beto O'Rourke, poslanec Sněmovny reprezentantů za Texas oznámil svou kandidaturu 14. března 2019, kampaň se rozhodl ukončit 1. listopadu 2019[14]
- Joe Sestak, bývalý poslanec Sněmovny reprezentantů za Pensylvánii a bývalý tříhvězdičkový admirál oznámil kandidaturu 24. června 2019.[15] Kampaň ukončil 1. prosince 2019[16]
- Kamala Harrisová, senátorka Senátu spojených států amerických za Kalifornii oznámila svoji kandidaturu 21. ledna 2019.[17][18] Pro nedostatek finančních prostředků kampaň ukončila 3. prosince 2019[19]
- Julian Castro, bývalý starosta San Antonia a člen vlády (ministr bytové výstavby) prezidenta Baracka Obamy oznámil kandidaturu 12. ledna 2019.[20] Kampaň ukončil pro dlouhodobě nízké výsledky volebních průzkumů 2. ledna 2020[21]
- Marianne Williamsonová, autorka bestsellerů, duchovní učitelka a aktivistka, oznámila účast v primárkách 15. listopadu 2018, [11] kampaň ukončila 10. ledna 2020[22]
- Cory Booker, senátor Senátu spojených států amerických za New Jersey oznámil účast 1. února 2019. Kampaň ukončil kvůli nedostatku finančních prostředků a nízkým výsledkům volebních průzkumů 14. ledna 2020[23]
- John Delaney, poslanec Sněmovny reprezentantů za Maryland zahájil kampaň již 28. července 2017 a v době stažení kandidatury 31. ledna 2020 byla jeho kampaň ze všech kandidátů za Demokraty nejdelší[24]

## Časová osa
Kvůli pandemii covidu-19 došlo k posunutí termínů v několika státech. Pandemie významně ovlivnila primárky až po volebním superúterý, v němž Joe Biden získal pozici předpokládaného vítěze.

### Únor
- 3.: v Iowě
- 11.: v New Hampshire
- 22.: v Nevadě
- 29.: v Jižní Karolíně

### Březen
- 3. (volební superúterý): v Alabamě, na Americké Samoi, v Arkansasu, v Coloradu, v Kalifornii, v Maine, v Massachusetts, v Minnesotě, v Oklahomě, v Severní Karolíně, v Tennessee, v Texasu, v Utahu, ve Vermontu a ve Virginii
- 10.: v Idaho, v Michiganu, v Mississippi, v Missouri, v Severní Dakotě a ve Washingtonu
- 14.: na Severních Marianách
- 17.: v Arizoně, na Floridě a v Illinois

### Duben
- 7.: ve Wisconsinu
- 10.: na Аljašce
- 17.: ve Wyomingu
- 28.: v Ohiu

### Květen
- 2.: na Guamu a v Kansasu
- 12.: v Nebrasce
- 19.: v Oregonu
- 22.: na Havaji

### Červen
- 2.: v Indianě, v Jižní Dakotě, v Marylandu, v Montaně, , v Novém Mexiku, v Pensylvánii, na Rhode Islandu a ve Washingtonu, D.C.
- 6.: na Panenských ostrovech
- 9.: v Georgii a v Západní Virginii
- 23.: v Kentucky a v New Yorku

### Červenec
- 7.: v Delaware a v New Jersey
- 11.: v Louisianě
- 12.: v Portoriku

### Srpen
- 11.: v Connecticutu